# Entwicklungsregion West (Nepal)
Die Entwicklungsregion West (Nepali पश्चिमाञ्चल विकास क्षेत्र  Pashchimānchal Bikās Kshetra) war eine von fünf Entwicklungsregionen in Nepal. 
Sie hatte eine Fläche von 29.398 km² und bestand aus folgenden Verwaltungszonen:
- Dhaulagiri
- Gandaki
- Lumbini

Bei der Volkszählung 2011 hatte die Region 4.926.765 Einwohner. Verwaltungssitz war Pokhara.
Zur Region gehörte der Nationalpark Annapurna.